# 広域臨海環境整備センター
広域臨海環境整備センター（こういきりんかいかんきょうせいびセンター）とは、広域臨海環境整備センター法に基づき設立される認可法人のことである。
地方公共団体の委託により廃棄物の受け入れを行い、海面型廃棄物最終処分場にて埋立てを行うことを業務としている。
自治体の広域連携モデルとして、道州制導入の試金石のひとつとも考えられることから、現在では特に総務省（旧自治省）が中心となって推進を行っている。しかし、東京湾・伊勢湾における計画は双方とも頓挫しており、現在までに実現した計画は大阪湾圏域の2府4県（京都府・大阪府・兵庫県・滋賀県・奈良県・和歌山県）の約170市町村が参加する「大阪湾広域臨海環境整備センター」だけとなっている。